# یوری کولاکولنیکوف
یوری آندریوویچ کولاکولنیکوف (روسی: Юрий Андреевич Колокольников؛ زادهٔ ۱۵ دسامبر ۱۹۸۰) بازیگر و تهیه‌کننده فیلم اهل روسیه است. وی از سال ۱۹۹۴ میلادی تاکنون مشغول فعالیت بوده است.
از فیلم‌ها یا برنامه‌های تلویزیونی که وی در آن نقش داشته است، می‌توان به بازی تاج‌وتخت، آمریکایی‌ها، ترانسپورتر: سوخت‌گیری مجدد، درباره عشق، محافظ یک آدم‌کش، قاتل شکارچی، وی ۲: سفر به چین، در مورد عشق. فقط برای بزرگسالان، شش زیرزمینی، تنت و کریون شکارچی اشاره کرد.